# ダウム自動車保険
ダウム自動車保険（ダウムじどうしゃほけん, 다음자동차보험）は、大韓民国のインターネット関連企業ダウムが設立した損害保険会社である。